# Пажу, Огюстен
Огюсте́н Пажу́ (фр. Augustin Pajou; 19 сентября 1730, Париж — 8 мая 1809, там же) — французский скульптор, представитель неоклассицистской школы, один из основных парижских ваятелей последних десятилетий «старого порядка», мастер монументально-декоративной и портретной пластики. Академик (с 1760; ассоциированный член с 1759) и ректор (1792—1793) Королевской Академии живописи и скульптуры. Отец художника Жана Огюстена Пажу (1766—1828).

## Биография
Огюстен был сыном плотника, резчика по дереву и скульптора Мартена Пажу, вырос в Париже, в предместье Сен-Антуан. C 1734 года учился в Королевской Академии живописи и скульптуры в Париже у скульптора Жана-Батиста II Лемуана. В 1738 году он получил 1-ю премию Королевской академии и Римскую премию. Это позволило Пажу несколько лет жить и работать в Италии, в Риме. Благосклонность и финансовая помощь короля Людовика XV и покровительство мадам Дюбарри обеспечили скульптора после возвращения на родину крупными заказами.
В 1761 году Огюстен Пажу женился на Анжелике Румье, дочери скульптора Клода Румье. От их союза родились двое детей: дочь Катрин-Флор Пажу (1764—1841), которая в  1782 году вышла замуж за скульптора Клода Мишеля и сын Жак-Огюстен Пажу (1766—1828), живописец. Художником стал и внук Огюстена, сын Жака-Огюстена — Огюстен-Дезире Пажу (1800—1878).
В 1760-х годах Пажу занимался скульптурным оформлением королевских зданий, среди них — Королевская опера Версаля, дворец Пале-Рояль и Дворец юстиции в Париже. Во время Французской революции скульптор был членом комиссии по сохранению памятников искусства и три года проработал в её составе в Монпелье. После возвращения в Париж он тяжело заболел, в связи с чем был вынужден оставить работу скульптора. Пажу умер в Париже 8 мая 1809 года.

## Творчество
После возвращения из Италии во Францию Огюстен Пажу «стал модным портретистом, так как умел соединять классицистическую идеализацию с портретным сходством своих моделей. Пажу — один из главных авторов цикла скульптур „Знаменитые люди Франции“. Он работал для фаворитки Людовика XV графини Дю Барри, пять её портретов считаются одними из лучших произведений искусства второй половины XVIII века».
Благодаря работе Пажу интерьеры Королевской Оперы в Версале стали одним из самых ярких образцов оформления здания в стиле классицизма. В вестибюле театра и барельефах лож использованы аллегории «Двенадцати месяцев», образы Аполлона и муз, празднеств Олимпийских богов.
Когда в 1790 году по проекту архитектора Бернара Пойе знаменитый «Фонтан невинных» — произведение Пьера Леско и Жана Гужона — перенесли на новое место, его дополнили четвёртой аркой и двумя фигурами нимф работы Огюстена Пажу. Успех имели многие работы Пажу: бюст Карлин Бертинацци (1763) в Комеди Франсез и памятник Марии Лещинской, королеве Франции (в Салоне 1769 года). Пажу был одним из главных художников, чьи работы включены в коллекцию Комеди-Франсез. Другими скульпторами были Жан-Батист д’Юэ, Жан-Жозеф Фуку, Симон-Луи Буазо и Пьер-Франсуа Берруэр. Наполеон в 1803 году поручил Пажу сделать копии «львов Медичи», которые находятся в саду виллы Медичи в Риме.
Пажу много занимался камерной и декоративной пластикой в мраморе и терракоте. Модели Пажу использовали на Севрской фарфоровой мануфактуре. Дени Дидро в своих «Салонах» отзывался о произведениях Пажу весьма иронично: «Всё вдохновение творца изливается на глину, а когда он начинает работать в камне, им понемногу овладевает скука и пресыщение… Бюсты… все они до того пошлы, неблагородны, неумны на вид, что не выразить словами… Всё это невыносимо посредственно».
В российском искусствознании советского периода творчество Огюстена Пажу оценивали невысоко: «С одинаковой лёгкостью он брался за пышные гробницы, мифологические группы или портретные статуи. Почти все его произведения одинаково изящны, нарядны и неглубоки: подчинение модному вкусу стирает в них подлинную оригинальность».

## Галерея

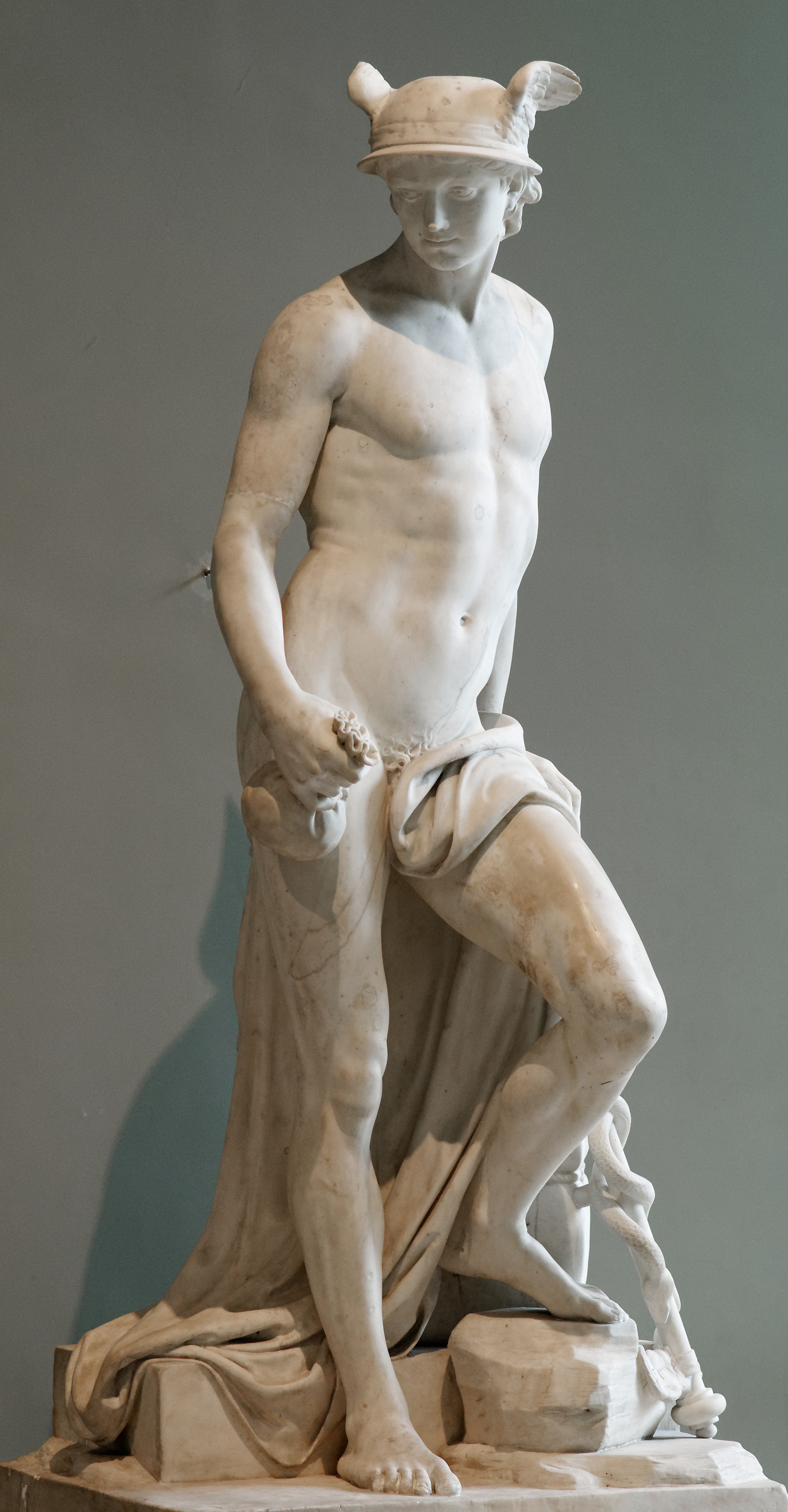
Меркурий (Аллегория коммерции). 1780. Мрамор. Лувр, Париж
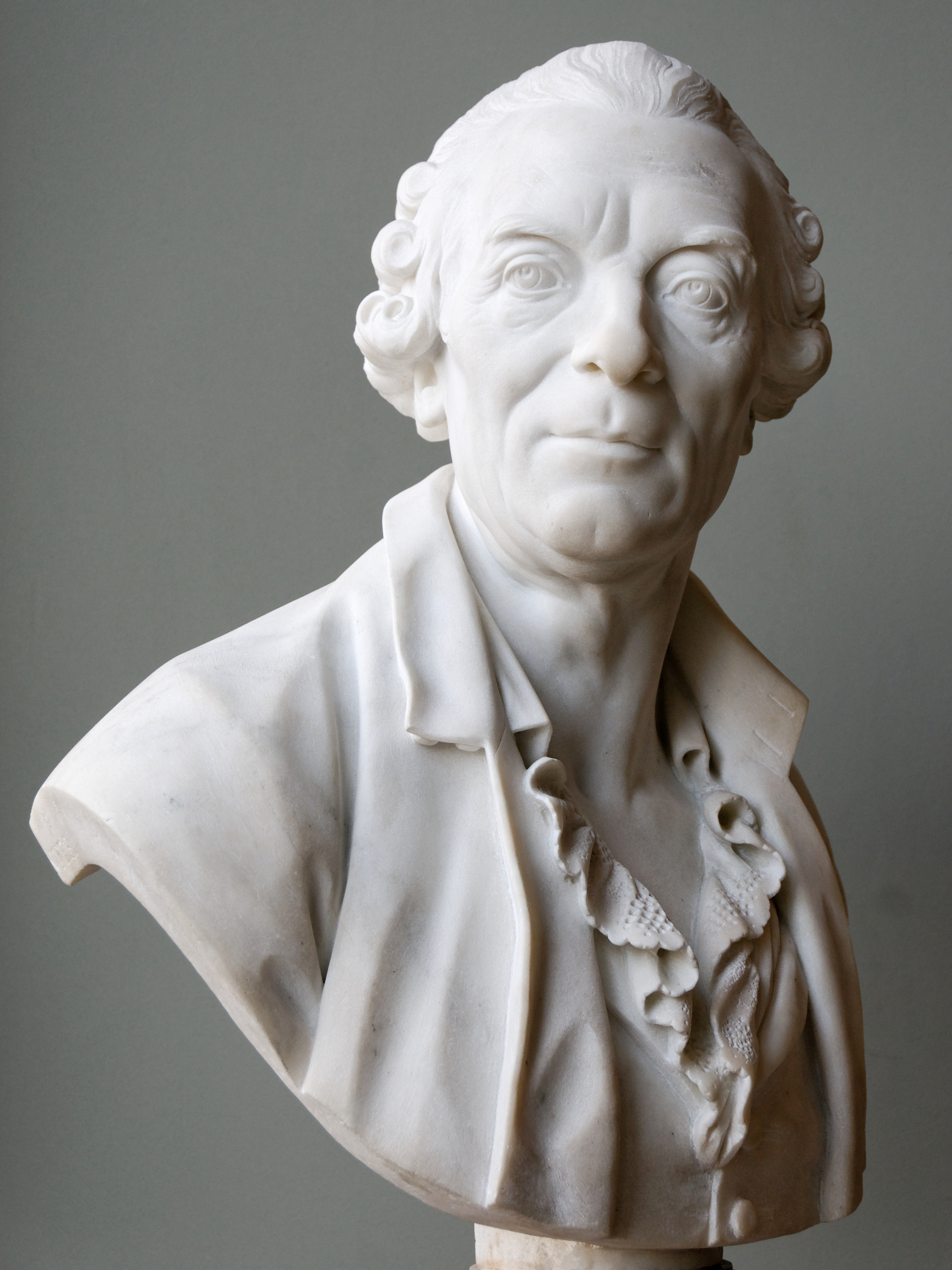
Портрет Ж.-Л. Бюффона. 1773. Мрамор. Лувр, Париж
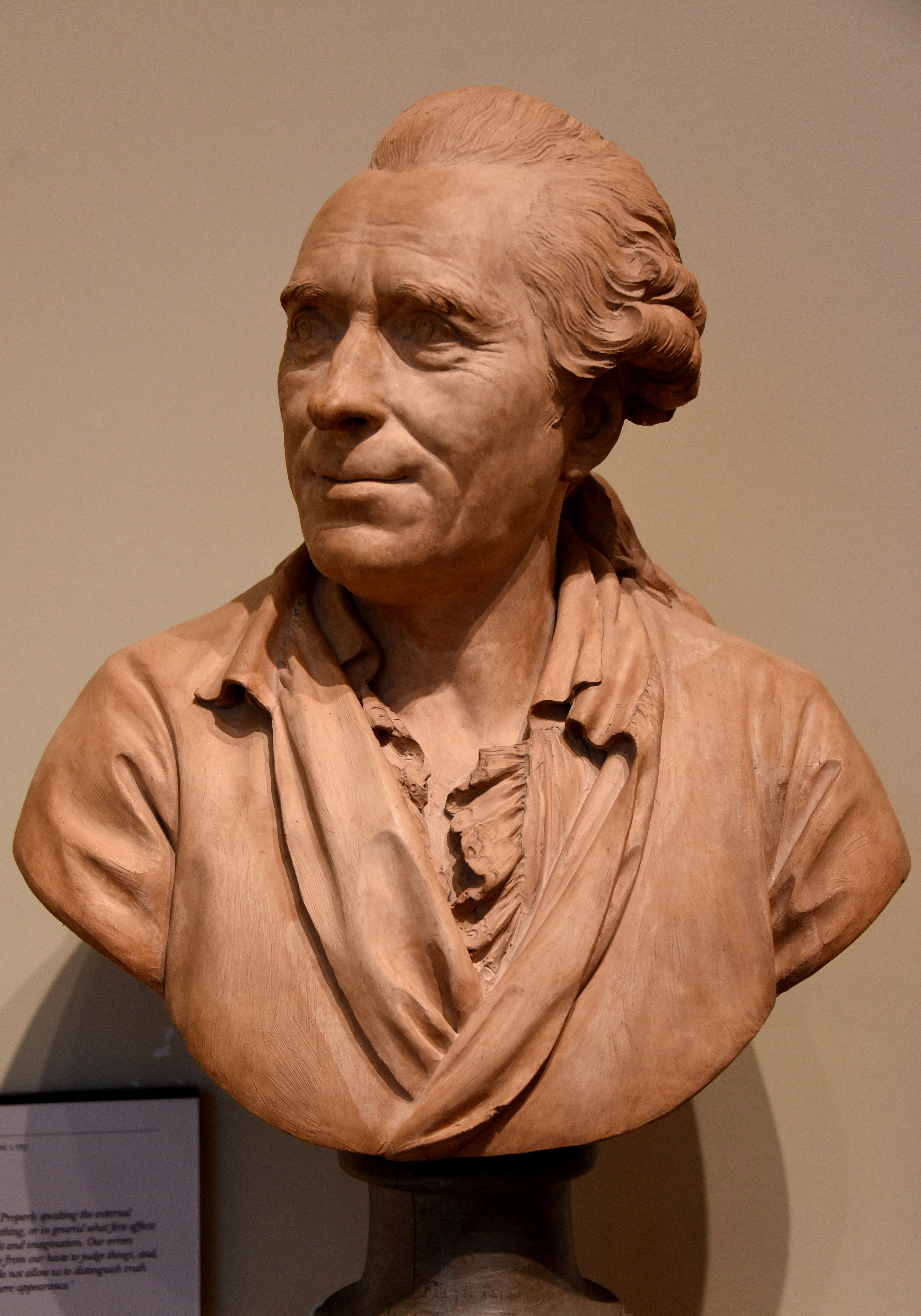
Бюст М.-Ж. Седена. 1775. Терракота. Музей Виктории и Альберта, Лондон
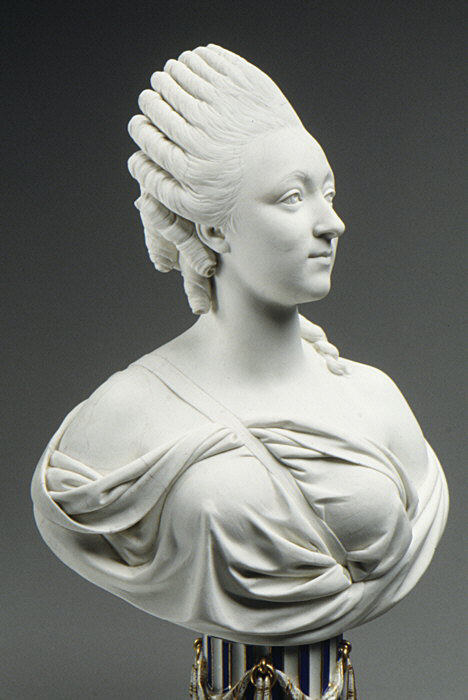
Бюст Мадам Дю Барри. 1772. Фарфор (бисквит). Севрская мануфактура. Метрополитен-музей, Нью-Йорк
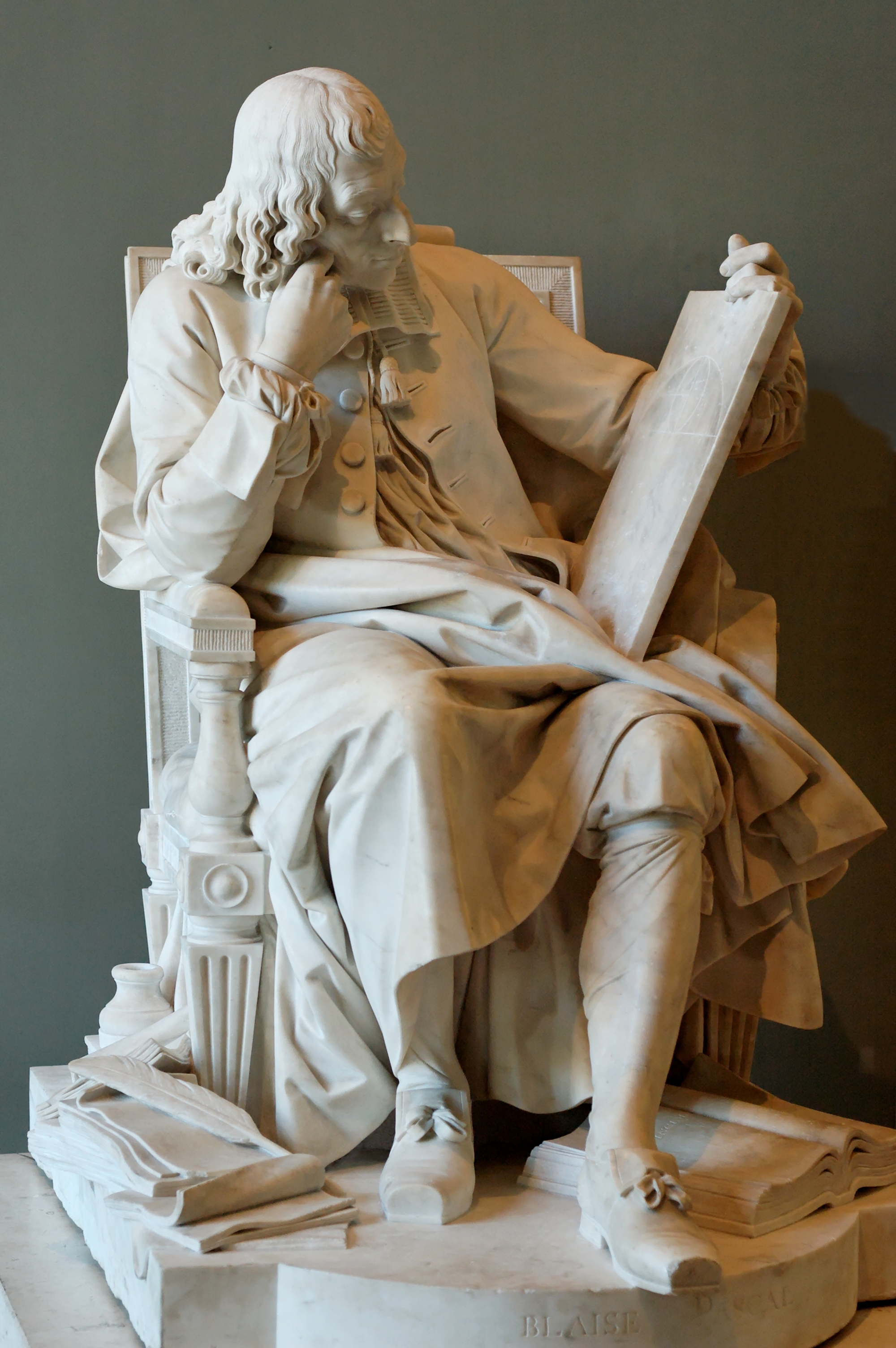
Блез Паскаль. 1785. Мрамор. Лувр, Париж
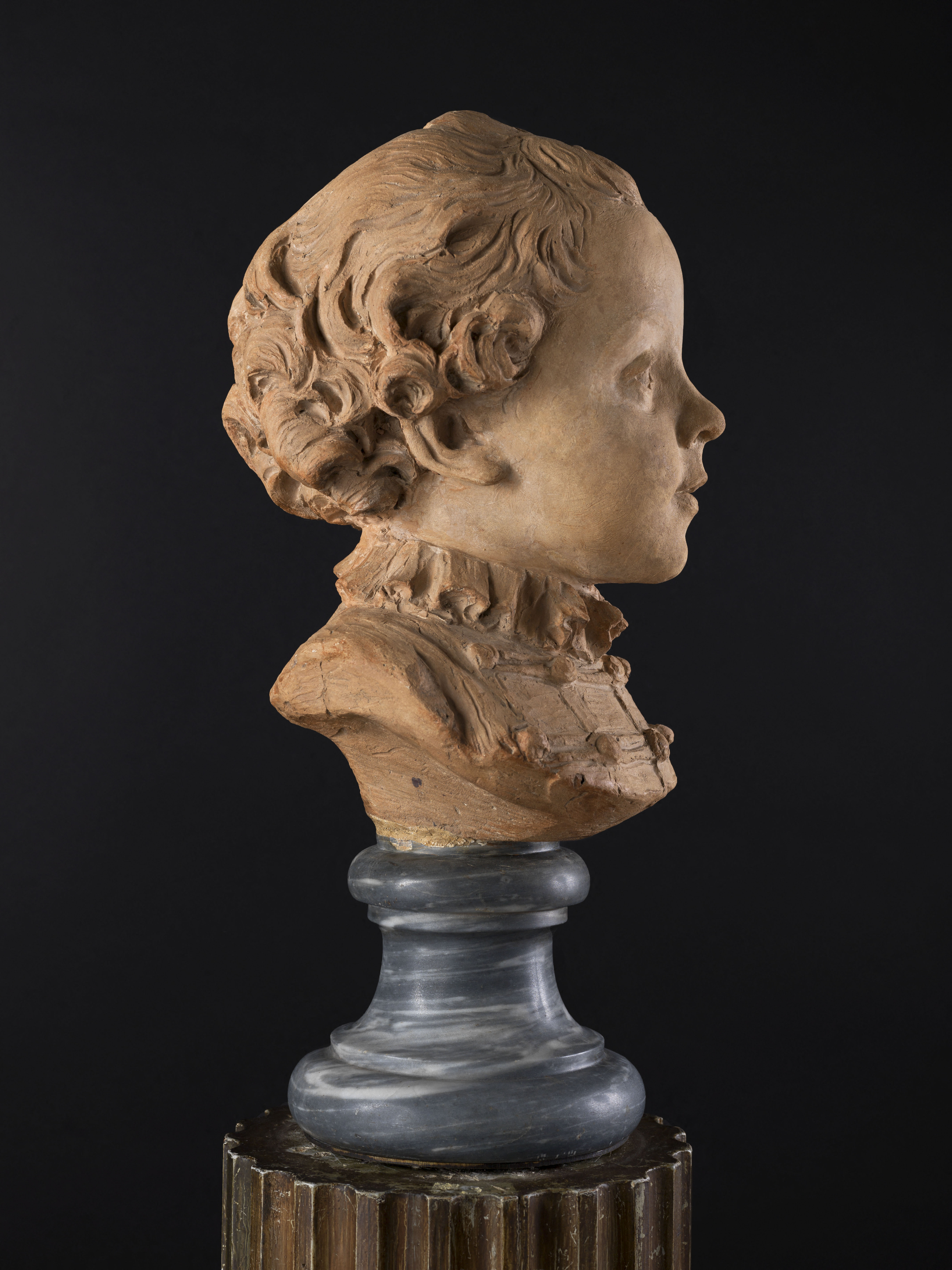
Бюст мальчика. Терракота. 1770-е гг. Музей Коньяк-Жэ, Париж